# Rosenstand
Rosenstand er en dansk borgerslægt, der bl.a. omfatter: 
- Einar Rosenstand (1887-1953) – dansk arkitekt
- Emil Rosenstand (1859-1932) – dansk maler og illustrator
- Frants Vilhelm Ferdinand Rosenstand (1836-1910) – dansk kgl. kabinetssekretær
- Joachim Rosenstand (født 1963) – dansk erhvervsleder
- Thomas Rosenstand (født 1963) – dansk erhvervsmand, forfatter og foredragsholder bosat i Florida
- Johan Frederik Rosenstand (1820-1887) – dansk xylograf
- Knud Rosenstand (1867-1937) – dansk forfatter
- Otto Rosenstand (1861-1929) – dansk præst
- Vilhelm Rosenstand (1838-1915) – dansk maler

Rosenstand-Goiske:
- Peder Rosenstand-Goiske (teolog) (1705-1769) – dansk teolog
- Peder Rosenstand-Goiske (dramaturg) (1752-1803) – dansk teaterkritiker og jurist
- Peder Rosenstand-Goiske (generalauditør) (1773-1750) – dansk generalauditør og juridisk forfatter
- Philip Rosenstand-Goiske (1754-1815) – dansk embedsmand